# 齋藤天晴
齋藤 天晴（さいとう てんせい、1997年11月8日 -  ）は、日本のファッションデザイナー、モデル、インスタグラマー、インフルエンサー。YouTuber集団「真夜中の12時」の元メンバー。ファッションブランド「adoon plain（アドーンプレーン）」のディレクター。山形県最上郡鮭川村出身。COUPE MANAGEMENTに所属していた。

## 経歴・人物
2015年、高校卒業を機に上京。2018年、第2期COUPE MANAGEMENT専属モデルになる。ファッションが好きで大学時代は「HARE」でアパレル店員として働きながらインフルエンサー活動をしていた。2019年に大学を卒業し、現在は株式会社 BUZZWITにて正社員として勤務。2020年8月にはファッションブランド「Adoon Plain」を立ち上げ、ディレクターを務めている。
特技は野球。子供の頃から野球が好きで、高校時代には主将、大学ではサークルの会長を務めた。
2019年11月からはイケメン5人組YouTuber 集団「真夜中の12時」のメンバーとしても活動していた。ファンの間では「てんてん」の愛称で親しまれており、メンバーカラーはパープル。話が上手いため、YouTubeチャンネルではMCとして進行役を務めることも多い。2021年5月に立ち上げたアパレルブランド「Younger Song」を立ち上げ、個人の活動専念のため、同年末をもってグループを卒業した。

## 出演

### テレビ番組
- そんなコト考えた事なかったクイズ! （2019年5月14日、朝日放送テレビ）

### ネット配信
- かぐや姫と7人の王子たち （2019年6月1日 - 8月17日、AbemaTV）

### ミュージックビデオ
- ドラマストア - 「秘密」（2018年）（MV出演）
- 白いアトリエ - 「寝癖。」（2019年）（MV出演）
- Novelbright - 「拝啓、親愛なる君へ」（2019年）（MV出演）